# Agroecius
Agroecius (auch Agroetius und Agricius, deutsch: „der Landmann“, * unbekannt; † um 487 in Sens) war galloromanischer von ca. 460 bis ca. 487 Bischof von Sens. Agroecius ist ein Heiliger der Römisch-katholischen Kirche. Sein Fest wird am 13. Juni bzw. am 15. Juni aus Anlass der Übertragung seiner Gebeine (Translatio) gefeiert. In Frankreich wird er Agrice genannt.

## Leben und Werk
Agroecius wirkte auch als Grammatiker. Er verfasste zwischen 434 und 450 den Traktat Ars de orthographia („Die Kunst des Schreibens“) als Fortführung des entsprechenden Traktates von Flavius Caper. Er widmete diesen Traktat Bischof Eucherius von Lyon. Dieser Traktat beeinflusste die Arbeiten von Isidor von Sevilla und Beda Venerabilis.
Agroecius wurde in einem Brief von Sidonius Apollinaris als Vermittler zur Teilnahme an der Bischofswahl in Bourges (472/475) eingeladen und wirkte dort bei der Wahl mit.
Agroecius wurde um 487 zunächst im Kloster Saints-Gervais-et-Protais in Sens beigesetzt. Im 9. Jahrhundert wurde er in die Abtei Saint-Pierre-le-Vif überführt.